# Mehdi Marzouki (water-polo)
Pour les articles homonymes, voir Marzouki et Mehdi Marzouki.
Mehdi Marzouki, né le 26 mai 1987 à Noisy-le-Sec, est un joueur de water-polo français.

## Biographie
Mehdi Marzouki expérimente la natation au club de Noisy-le-Sec dès l’âge de 7 ans. Repéré pour ses qualités athlétiques, le jeune Mehdi entame ses premiers entraînements de Water-polo un an plus tard.
En 2004, il intègre l’INSEP (Institut National du Sport, de l’Expertise et de la Performance) où il côtoie d’illustres champions comme Teddy Riner, Tony Parker ou Ladji Doucouré. Au sein du fleuron du sport de haut niveau, Mehdi Marzouki développe un potentiel qui lui permet d’intégrer l’Équipe de France cadets puis juniors. En sélection, il participe à de nombreux Championnats du Monde et d’Europe jeunes.
À la fin de son internat à l’INSEP, il devient professionnel au sein du CN Noisy-le-Sec, le club de ses débuts. À l’issue de deux saisons, ponctuées par une participation à la Coupe d’Europe, Mehdi s’engage en 2010 avec l’Olympique Nice Natation afin de poursuivre son apprentissage du haut niveau. Il fêtera la même année sa première sélection avec l’Équipe de France A.
Fort de cette expérience, il rejoint le très réputé Cercle des Nageurs de Marseille, Champions de France en titre et meilleur club français. En parallèle, Mehdi poursuit des études en management sportif et obtient le BPJEPS AGFF (diplôme de préparateur physique) à l’INSEP. Revenu dans son club de cœur le CN Noisy-le-Sec entre 2012 et 2014, la progression de Mehdi Marzouki impressionne, il marque la bagatelle de 103 buts en une seule saison. Un record absolu dans le Championnat de France Pro A.
Mehdi se fait remarquer par un des clubs de la province de Barcelone : le CN Mataró avec lequel il inscrit 63 buts sur la saison 2014/15. Depuis 2015, il évolue dans le club berlinois de Spandaü 04, toujours en lice en Champions League. Mehdi Marzouki a contribué activement à qualifier l’équipe de France pour les Jeux Olympiques de Rio 2016 en inscrivant notamment le tir de la victoire.
Mehdi Marzouki annonce en juin 2017 la création du Water Polo Camp en collaboration avec Filip Filipović, le poloïste serbe élu meilleur joueur du monde.

## Clubs
- 2006-2008 : CN Noisy-le-Sec
- 2008-2010 : Olympique Nice Natation
- 2010-2012 : CN Marseille
- 2012-2014 : CNN Noisy-le-Sec
- 2014-2015 : CN Mataró - Barcelone (ESP)
- 2015-2017 : Spandau 04 Berlin (GER)
- 2017-2018 : Sintez Kazan (RUS)
- 2018-2022 : CNN Noisy-le-Sec
- 2022 - 2024 : EN Tourcoing

## Palmarès
- Meilleur buteur et record de buts en Pro A/saison : 103 buts
- Équipe de France : 300 sélections (en cours)
- Meilleur espoir 2008
- Meilleur buteur National 1 2005
- Vice champion de France en 2012
- 10e aux championnats d’Europe de Budapest (Hongrie)
- Champion de France et Demi-finale du LEN Trophy en 2011.
- 9e des championnats d’Europe de Belgrade (Serbie) en 2016
- Qualification aux JO de RIO en 2016
- Vainqueur de la super coupe d'Allemagne en 2016, 2017
- Champion d'Allemagne en 2016, 2017
- Vainqueur de la coupe d’Allemagne 2017
- Vainqueur super coupe de Russie 2018
- 4eme place de world league 2022
- 6eme des championnats d’Europe 2022